# ناحیه پرگ
ناحیه پرگ (به آلمانی: Perg District) یک ناحیه در اتریش است که در اوبراسترایش واقع شده‌است. ناحیه پرگ ۶۶٬۶۶۳ نفر جمعیت دارد.